# Michael Uchendu
Michael Somutochukwu Uchendu (São Paulo, 11 de abril de 1998-Serra da Cantareira, São Paulo, 29 de junio de 2019), más conocido como Michael Uchendu, fue un baloncestista brasileño con pasaporte nigeriano que en su última campaña jugó en el Leyma Coruña de la Liga LEB Oro cedido por el Monbus Obradoiro. Con 2,08 metros de estatura, jugaba en la posición de pívot.

## Trayectoria deportiva
Fue un pívot internacional sub-21 por la selección de baloncesto de Brasil; con la sub-18 consiguió la medalla de bronce en el Torneo de las Américas de Valdivia (2016) y con la sub-17 la plata en el Sudamericano de Argentina (2015).
Disputó la temporada 2017-2018 en las filas del Paschoalotto Bauru, equipo con el que promedió 5.7 puntos y 2.2 rebotes (en 9.3 minutos) en la Liga Brasileña y 7.3 puntos y 5.5 rebotes (en 13.8 minutos) en la Liga Américas. Además, en su palmarés figura un título de Liga Brasileña conseguido en 2017 con el citado Bauru. En verano de 2018 participó en el NBA Global Camp de Treviso.
En agosto de 2018 se compromete con el Monbus Obradoiro, que cede al jugador al Leyma Coruña para disputar la Liga LEB Oro 2018-2019.

## Muerte
El 29 de junio de 2019, en Serra da Cantareira, Uchendu sufrió un accidente en su moto acuática en el que murió ahogado.